# A Pelada
Pour plus de détails, voir Fiche technique et Distribution.
A Pelada est un film belgo-brésilien écrit et réalisé par Damien Chemin, sorti en 2013.

## Synopsis
C'est l'histoire d'un jeune couple, Caio and Sandra. Ceux-ci veulent vivre de nouvelles expériences afin de revivre la passion de leur début de mariage.

## Fiche technique
- Titre : A Pelada
- Réalisation : Damien Chemin
- Scénario : Damien Chemin
- Chef décorateur : Everlane Moraes
- Chef costumière : Diana Moreira
- Son : Nicolas Hallet, Simone Dourado
- Directeur de la photographie : Marc De Backer
- Montage : Pierre Haberer
- Montage son : Marc Bastien, Vincent Hazard
- Musique : Dudu Prudente
- Production : Joseph Rouschop, Valérie Bournonville, Wilson Goes
- Co-production : Michel De Backer, Luciano Correia, Guy Van Baelen, Wilfried Van Baelen
- Société de production : Tarantula
- Pays d'origine : Belgique, Brésil
- Langue originale : portugais
- Format : couleur
- Genre : Comédie
- Durée : 82 minutes
- Dates de sortie : 
  - Belgique : 26 juin 2013

## Distribution
- Bruno Pégo : Caio
- Kika Farias : Sandra
- Tuca Andrada : Oncle Gilvan
- Karen Junqueira : Luana

## Distinctions

### Nominations
- 2014 : Magritte du Premier film